# ديميس نيكولايديس
ديميس نيكولايديس (باليونانية: Ντέμης Νικολαΐδης)‏ (Demis Nikolaidis) (17 سبتمبر 1973 في غيسن في ألمانيا – )؛ هو لاعب كرة قدم كان يلعب كمهاجم. يلعب مع منتخب اليونان لكرة القدم منذ عام 1995.

## وصلات خارجية
- ديميس نيكولايديس على موقع الاتحاد الدولي (مؤرشف)  (الإنجليزية)
- ديميس نيكولايديس على موقع الاتحاد الأوربي (الإنجليزية)
- ديميس نيكولايديس على موقع قاعدة بيانات كرة القدم.إي يو (الإنجليزية)
- ديميس نيكولايديس على موقع ناشيونال فوتبول تيمز (الإنجليزية)
- ديميس نيكولايديس على موقع Soccerway.com (الإنجليزية)